# Шогунат Токугава
Шогунатът Токугава (Tokugawa bakufu (徳川幕府), Edo bakufu (江戸幕府)) е последното феодално японско правителство, съществувало от 1600 до 1868 г. Главите на правителството са шогуните, всеки от които е член на клана Токугава. Шогунатът управлява от замъка Едо и годините на шогуната са станали известни като периода Едо или периода Токугава.

## История
След периода Сенгоку на „войнстващи държави“, централното правителство е в значителна степен пресъздадено от Ода Нобунага по време на периода Адзучи-Момояма. След Битката при Секигахара през 1600 г., централната власт се поема от Токугава Иеясу.
Обществото в периода Токугава, за разлика от шогунатите преди него, се базира на стриктна класова йерархия, първоначално установена от Тойотоми Хидейоши. Даймьото или господарите са на върха, следвани от войнската класа на самураите, с фермерите, занаятчиите и търговците по-отдолу. В някои части на страната, особено малки региони, даймьо и самураите са повече или по-малко идентични, тъй като даймьо могат да бъдат обучени като самураи, а самураите могат да действат като местни управители. Иначе, значително негъвкавата природа на тази социална стратификация отприщва разрушителни сили с времето. Данъците на селяните са поставени на фиксирани нива, което не взема предвид инфлацията или други промени на монетарната стойност. В резултат на това, данъчните приходи, събирани от самурайските земевладелци се обезценяват все повече с времето. Това често води до множество конфронтации между благородни, но обеднели самураи, и заможни селяни, обхващащи прости местни безредици до по-големи бунтове. Никой обаче не се превръща в достатъчно значителен за предизвикателство срещу установения ред до пристигането на чуждите сили. Междувременно, шогунатът претърпява бърз икономически растеж и урбанизация, които водят до надигането на търговската класа.
В средата на XIX век съюз на няколко по-мощни даймьо заедно с титулярния император накрая успява да свали шогуната след Бошинската война, кулминираща в Реставрацията Мейджи. Шогунатът Токугава ръководи най-дългия период на мир и стабилност в японската история, продължил повече от 250 години.

## Галерия
- Шогунът Токугава Иеясу.
- Японски кораб от 1634 г.
- Портата Сакурада на замъка Едо, центърът на управлението на Токугава.